# Sånfjället Nationalpark
62°17′N 13°32′Ø / 62.283°N 13.533°Ø
Sånfjället,  eller Sonfjället (på härjedalsk: Sôna)  er en nationalpark i Härjedalen i Jämtlands län, Sverige. Hovedparten er et et bjergmassiv med fem toppe, hvoraf den højeste er 1.278 moh. 
 Nationalparken ligger syd for floden Ljusnan  i nærheden af landsbyen  Hede, og er Sveriges sydligste og bjørnetætteste område med mindst ti til femten bjørne. Derudover er der også  elsdyr og los i området.